# Bagaudes
Durant l'antic Imperi Romà, primer al sud de les Gàl·lies i després a les Hispànies, reberen el nom genèric de bagaudes aquelles partides revoltades de camperols pobres lliures, esclaus o soldats desertors que s'enfrontaren violentament contra els latifundis i l'autoritat imperial. Arribaren a assetjar ciutats importants i van destruir grans propietats. El fenomen de les bagaudes tingué lloc entre finals del segle ii i el V dC, sobretot durant el segle III; i no té continuïtat amb les antigues guerres servils dels segles II aC i I aC, tot i els diversos paral·lelismes. Malgrat la seva importància en el desmembrament de l'Imperi ens n'ha arribat poca documentació original.
La paraula «bagauda» ve del llatí bagauda ('bandit'), que segurament prové del substantiu celta bagad o bagud ('assemblea tumultuosa'), o bé del verb baga ('vagar'); o simplement de vagabunden ('rebels').

## Inici i causes
Les primeres revoltes bagaudes es van produir en temps de l'emperador Còmmode, quan es va rebel·lar Matern. Sembla que aquesta rebel·lió fou més aviat una combinació de desertors militars i esclaus fugitius, més que no pas un moviment camperol.
Però la primera bagauda de tipus estrictament camperol es va produir a la Gàl·lia a mitjan segle iii. En aquest cas els esclaus fugitius van tenir un paper secundari, i el protagonisme correspongué als colons de les hisendes i les vil·les i els camperols sense terra. Les raons cal cercar-les en l'obligatòria adscripció perpètua dels colons a la terra que treballaven, la transmissió hereditària de pares a fills d'aquesta, i en general la subjecció al dominus (amo). L'objectiu genèric dels rebels era obtenir terres per poder esdevenir petits propietaris, i trencar els lligams hereditaris opressius per ser persones lliures. Durant el govern de Gal·la Placídia, Armòrica estava controlada per líders locals bagaudes que no reconeixien l'autoritat de l'Imperi fins que el general Aeci va fer una campanya vigorosa i victoriosa contra ells.

## Les bagaudes a la Tarraconense, s. V
Ja en plena decadència de l'Imperi Romà, al llarg del segle v s'alçaren partides anomenades bagaudes a diversos punts de la província Tarraconense, afectant des de Tarraco a Cantàbria (més a l'oest va quedar en mans dels bàrbars) però sobretot a la part dels Pirineus centrals i occidental.

### 409-420
Just després de les invasions bàrbares de la Gàl·lia el 406, una altra revolta bagauda va esclatar a la Gàl·lia el 407, la immensa majoria pagesos colons i alguns esclaus. Les notícies van arribar a la Tarraconense el 408, i aleshores els colons i la gent humil també va començar a expressar la disconformitat amb l'estat i la societat. Probablement, la revolta es va estendre per una part de la Tarraconense en algun moment no abans del 409.
Inicialment la pagesia revoltada va col·laborar amb els pobles bàrbars. També es van formar algunes bandes de pagesos i esclaus fugitius allà on el terreny oferia refugi contra els atacs de les milícies dels propietaris. Vàndals, sueus i alans feren fugir, o mataren, molts propietaris: aquest fet va deixar abandonades moltes explotacions, i va facilitar la fugida de molts esclaus. Gràcies als tumults, en molts casos les hisendes quedaren en mans dels capatassos que les gestionaven en nom dels seus propietaris (els quals de fet acostumaven a residir a la ciutat) i això els va permetre esdevenir de facto els nous amos per diverses vies: mort dels anteriors sense tornar, usurpacions, enllaços, compres a baix preu... En canvi, en molts altres casos les hisendes van quedar directament en mans de les partides bagaudes: llavors els colons deixaven de pagar els impostos a l'estat i les prestacions acostumades a l'amo. Molts hisendats, mancats de força bruta, poc pogueren fer per impedir-ho.
Les bandes es van fer nombroses el 410 quan es va saber la notícia del saqueig de Roma pel visigot Alaric I. Aleshores les revoltes s'escamparen sobretot per les regions a on vivien els vascons, els autrígons, els berons, els turmogues, els vàrduls i els caristis. A partir del 420 van fer expedicions de saqueig contra les regions veïnes de la vall de l'Ebre a on no havien triomfat les revoltes bagaudes.

### 441-445
Per acabar amb les revoltes, el 441 Valentinià III va enviar un exèrcit que va poder derrotar els bagaudes però no de manera decisiva. El seu comandament era el dux utriusque militiae Asturius, però fou succeït pel seu gendre Merobaudes (un poeta) que els va derrotar altra vegada vers el 445 a les terres revoltades dels aracelitans, la capital dels quals era Araceli (potser Uharte Arakil o Araciel prop de Corella).

### 449-456
El 449 els bagaudes vascons liderats per Basili s'havien aliat amb el rei sueu Requiari i van atacar Turiaso (Tarassona), on es trobaven els federats amb el bisbe Lleó, que moriren en l'atac i amb Requiari s'encaminaren contra Lleida i Saragossa. Altres bandes bagaudes van assolar la vall de l'Ebre el 450 i el 454. El 454 el rei got Teodoric II, aliat de l'Imperi Romà com a federat, va enviar un exèrcit comandat pel seu germà Frederic, el qual va derrotar els bagaudes, i els sueus a la ciutat gal·leciana de Braga.
El 456, el sueu Requiari va tornar a la vall de l'Ebre i es va aliar a les restes de les bandes. El seu cunyat Teodoric, rei dels gots, va entrar a Hispània amb un exèrcit en el qual hi havia burgundis i visigots i va xocar contra Requiari, que s'estava retirant, a la batalla del riu Órbigo, prop d'Astorga. El rei sueu fou derrotat i encara que va fugir fou capturat i executat el desembre del 456.
Durant l'expedició de Requiari, els bagaudes van actuar per darrera vegada; després ja no tornen a ser esmentats a la Tarraconense però se suposa que els bagaudes, majoritàriament vascons, incrementats per vascons de les muntanyes, van dirigir les seves expedicions cap a l'oest i van conquerir els territoris de caristis, vàrduls i autrígons, que avui formen Euskadi.

## Conseqüències
Aquesta pagesia desposseïda o arruïnada per la gravosa fiscalitat romana i a sobre subjugada jurídicament i arrendatàriament als grans propietaris de la terra va abundar sobretot a l'Imperi Romà d'Occident. La rebel·lió en bagaudes fou molt difícil de reprimir i tant el poder imperial com els latifundistes demostraren llur debilitat recorrent a la força militar dels reietons bàrbars per mantenir l'ordre intern. Aquesta debilitat va posar en escac i mat la cohesió i supervivència de l'estat romà, que finalment es va dissoldre en diversos regnes bàrbars donant pas a la nova edat feudal.